# Batalla de Surabaya
En la batalla de Surabaya contendieron soldados y milicianos por la Independencia de Indonesia contra tropas británicas y de los Países Bajos. La batalla se enmarca dentro de la Revolución Nacional Indonesia. El principal choque de la batalla se produjo en noviembre de 1945. A pesar de una fiera resistencia, las tropas británicas consiguieron conquistar Surabaya, la segunda mayor ciudad de Indonesia, en nombre de los Países Bajos. Fue la más brutal de las batallas libradas durante la revolución y se convirtió en un símbolo nacional de la resistencia indonesia. Considerada un esfuerzo heroico por los indonesios, la batalla ayudó a generar la adhesión internacional en favor de la independencia indonesia. El 10 de noviembre se celebra anualmente el día de los héroes (Hari Pahlawan en Indonesio).
Cuando las tropas aliadas llegaron a finales de octubre de 1945, describieron a las juventudes (pemuda) de Surabaya como una "Fortaleza firme y unida". En efecto, los primeros enfrentamientos violentos se produjeron cuando 6.000 soldados británicos de origen indio aterrizaron en la ciudad para colaborar en la evacuación de los residentes europeos. Tras el asesinato del General de brigada Mallaby el 30 de octubre, el ejército británico tomó represalias mediante un barrido de castigo que comenzó el 10 de noviembre con cobertura de la fuerza aérea. Aunque las fuerzas europeas tomaron la ciudad en apenas tres días, el apenas armado ejército indonesio mantuvo la lucha durante tres semanas. Miles de soldados y milicianos murieron mientras la población civil huyó lejos de las zonas urbanas. 
A pesar de la derrota militar sufrida por los partidarios de la independencia, la pérdida de hombres y de armas que podría haber dado al traste con el resto de la Revolución Nacional, la batalla y la defensa heroica realizada catalizó el soporte popular por toda la nación y ayudó a conseguir la atención de los medios internacionales en el conflicto. Para los holandeses, supuso eliminar cualquier duda sobre el soporte popular que tenía la revolución. Para los británicos supuso el comienzo de un cambio de actitud, acercándose hacia una posición de neutralidad. De hecho, el Reino Unido apoyaría la causa independentista en las Naciones Unidas unos años después.

## Contexto histórico

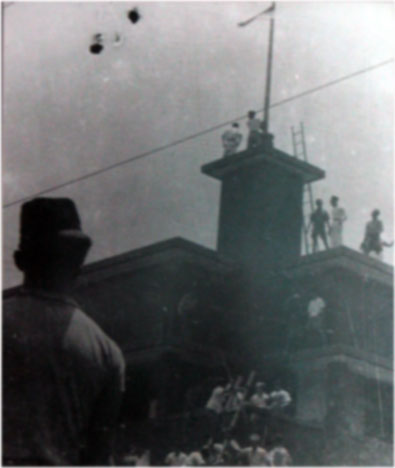
El incidente en el Hotel Yamato. Las juventudes del nuevo país independiente rasgan la banda azul de la bandera de los Países Bajos, transformándola en la bandera de Indonesia.

El 17 de agosto de 1945, Sukarno y Muhammad Hatta realizaron la Declaración de Independencia de Indonesia en Yakarta, dos días antes de que el emperador del Japón se rindiera en la Segunda Guerra Mundial. La noticia de la declaración de independencia fue extendiéndose por todo el archipiélago, provocando en la población una sensación de libertad que llevó a la mayoría a declararse a sí mismo pro-independencia. La declaración de independencia en el interior y el final de la guerra en el exterior, produjeron la aparición de vacíos de poder, creando una atmósfera de incertidumbre y de oportunismo.
La euforia independentista creciente llevó en ocasiones a enfrentamientos entre las juventudes (pemuda) unidas a los grupos pro-independentistas y los residentes europeos.[cita requerida]
El comandante en jefe japonés en Surabaya, el vicealmirante Shibata Yaichoro, apoyó a los independentistas indonesios dándoles acceso a las armas guardadas en la ciudad y rindiéndose a los aliados el 3 de octubre. El capitán de la armada holandesa, que fue el primer representante de las fuerzas aliadas que llegó a la ciudad, reconociendo que los indonesios habían tomado el control de la ciudad, ordenó a sus tropas entregar el resto de armas.